# 梅田晴夫
梅田 晴夫（うめだ はるお、1920年8月12日 - 1980年12月21日）は、日本のフランス文学者、劇作家、小説家、随筆家。本名は梅田晃（あきら）。慶應義塾大学大学院修了。舞台劇やラジオドラマの脚本、物の歴史に関する著述や翻訳などで活躍した。パイプや万年筆などの収集家としても知られる。梅田望夫、梅田みかは子。

## 経歴

### 出生
1920年（大正9年）、東京府東京市四谷区（現東京都新宿区）愛住町の暗闇坂で、ロシア貿易会社を営んでいた父・梅田潔と文学者の母・玲子の間に、6人兄弟の末子として生まれる。当時の梅田家の家風であった、ヨーロッパ的な生活習慣の中で育ち、1926年（大正15年）、慶應義塾幼稚舎入舎。以後18年間大学院まで慶應の一貫教育を受ける。外国製の家具調度品に囲まれて育った梅田は幼少時から物に対する愛着が深く、5歳ごろから「鉛の兵隊」などの玩具収集に熱中していたが、1930年（昭和5年）の春、家庭教師として梅田の世話をしていた10歳年長の従姉からデ・ラ・ルー社製の万年筆を譲り受けてから、万年筆をはじめとする物の収集に熱中するようになった。知的好奇心も旺盛で、母が丸善から購入した、チッペンデール風の専用書架つきのブリタニカ百科事典第11版は梅田の青年期からの愛読書となる。1931年（昭和6年）に実家が没落、梅田は母と共に借家に転居する。1937年（昭和12年）、丸善で全10巻からなる洋書のウジェーヌ・ラビッシュの戯曲集を購入。フランス喜劇の戯曲に興味を抱きはじめる。

### 二宮時代
1941年（昭和16年）に、戦争のため、母の実家の別荘がある神奈川県中郡二宮町に疎開。大学在学中からフランス文学に傾倒していた梅田は、1943年（昭和18年）「三田文学」に、当時の編集者和木清三郎から書評を書くことを薦められ、卒業論文に当時深い関心を寄せていたフランスのポピュリスト、ラビッシュについて「ラビッシュとその作品」と題する評論を書く。しかし、内容が共産主義的であるとして、当時の内務省から注意を受け、一時「三田文学」が廃刊の危機にさらされてしまう。梅田は急遽、モリエールについての論文を提出し、あやうく処分を免がれる。また、この年梅田は最初の結婚をした。
1944年（昭和19年）、慶應義塾大学大学院仏文学研究科を修了。終戦後しばらくして最初の妻と離婚し二宮在住の女性、石井喜美と再婚。1946年（昭和21年）に中央公論出版部にしばらく勤めたのち、12月から1年あまり、同県内の茶屋町で貸本屋を営む。1948年には慶應文化学院の講師に就任するが、フランス文学の教職活動と並行して、小説の執筆や、ラビッシュなどのフランス戯曲の翻訳活動を始める。1948年10月『群像』に妻の喜美をモデルにした長篇小説『五月の花』の連載を始める。

### 劇作家から博報堂へ

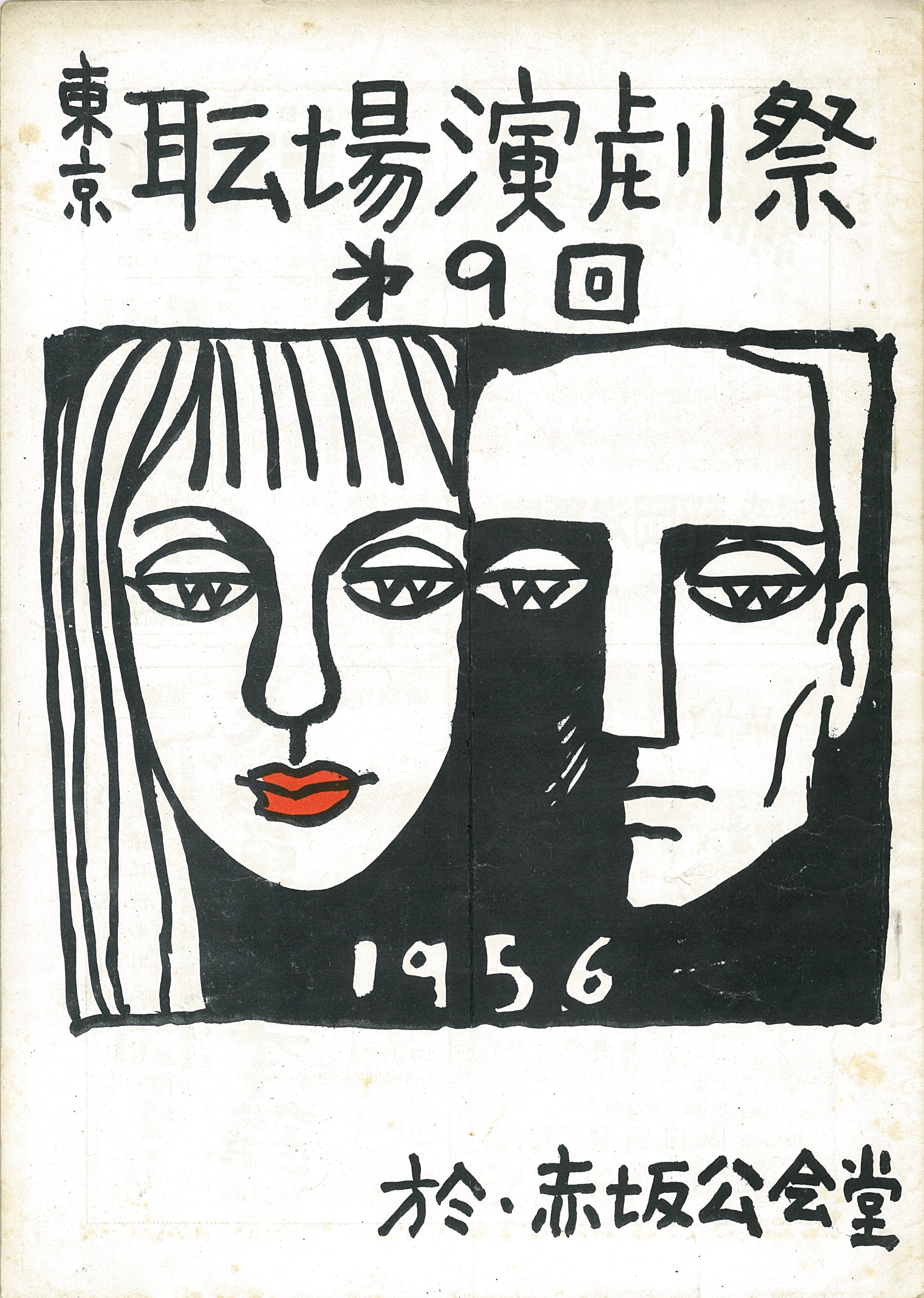
『風のない夜』が上演された、アマチュア演劇祭のプログラム（1956年12月10日）

1949年春、劇作家としての処女作となる舞台劇脚本『風のない夜』を発表。6月には結婚前の娘の心情を描いたラジオドラマ脚本『結婚の前夜』がNHKラジオで取り上げられ、梅田は放送作家としてデビューする。翌年には、『五月の花』が佐藤春夫の推薦を受け、第2回水上瀧太郎賞を受賞。その後、内村直也の門下に入り、劇作家として本格的に執筆活動を開始する。
1951年（昭和26年）、演劇人育成のために、内村と「芸術協会」を設立し、後進の指導にあたる一方、新進脚本家として旺盛な執筆活動を行なった。なかでも舞台劇の『未知なるもの』、ラジオドラマの『チャッカリ夫人とウッカリ夫人』や『母の肖像』などは聴取者や評論家たちから高い評価を受け、一時は東宝の専属脚本家として川端康成の『伊豆の踊子』の映画脚本を書くなど、昭和30年代にかけて数千本にのぼる脚本を執筆したという。1953年（昭和28年）10月13日、梅田の父、潔が狭心症のため81歳で死去。梅田は当時放送中だったラジオドラマ『みゆき』を小説に書き直し、亡き父に捧げた。
1955年（昭和30年）結核のため妻の喜美が死去。梅田家は東京都渋谷区に転居。しばらくして宝塚歌劇団出身の女優と3度再婚するが、いずれも間もなく離婚。1959年（昭和34年）には映画女優の万里陽子（本名：政江）と再婚。翌年、長男望夫が誕生したのを機に劇作家としての活動から退き、広告代理店の博報堂に入社。この時期には仕事の関係で渡欧もしている。1960年（昭和35年）には同社の取締役に就任し、2期4年間その任にあたるが、長女のみかが誕生したのを機に博報堂を退社し、日本放送作家協会常務理事に就任。世田谷区代沢に転居する。

### 随筆家時代
1965年（昭和40年）以降は、親から譲り受けた「梅田ビル」を拠点に作家活動に専念、風俗についての研究を始め、萬物収集家を自称。若者たちに呼びかけて『雑学の会』を主宰し、古今東西の雑学を収集した。その一方で『おんなの有料道路』（オリオン社 1965年）、『紳士のライセンス』（読売新聞社 1969年）など、風俗やトレンドに関する著作の執筆を始める。

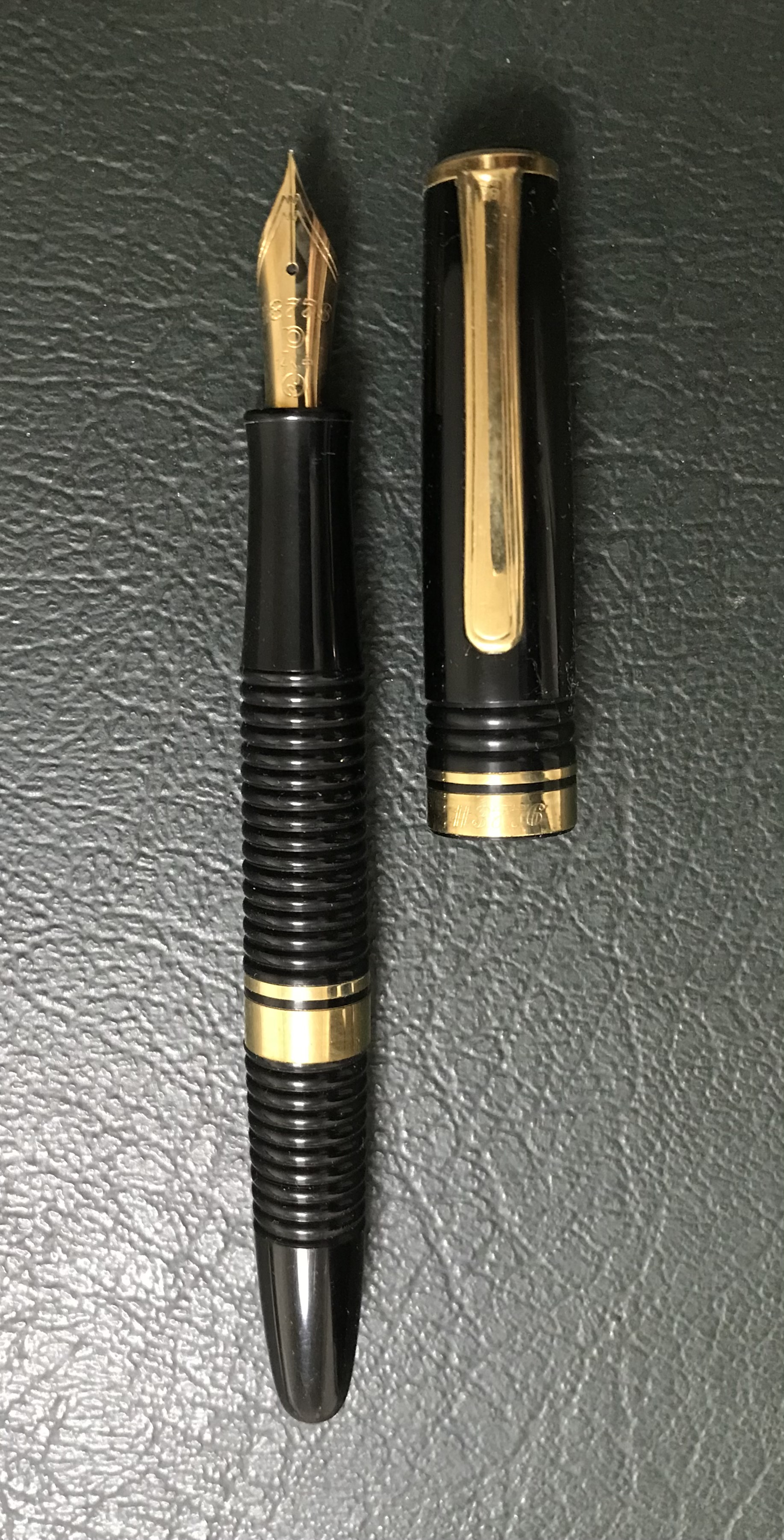
プラチナ#3776

1970年（昭和45年）以降の梅田は幼少時から関心を寄せてきた万年筆、時計、カメラなどの物の歴史に関する著述や海外文献の翻訳、パイプ・タバコ・ウイスキーなどの嗜好品や雑学に関する随筆集、実用書やゲーム関連書など、約3年間に30冊におよぶ著書を発表。1972年5月には西洋骨董の同好会『GEMの会』を結成し、アドバイザーとして会の運営に携わった。1970年代半ばには取材のため数回にわたってふたたび渡欧。1975年（昭和50年）には、梅田ビルを拠点に（株）アンティック社を設立し、西洋骨董情報誌『アンティック情報』を創刊する。
1978年（昭和53年）プラチナ萬年筆株式会社と共同で、コラボレート万年筆『プラチナ＃3776』を開発。発売後6ヶ月で15万本もの売り上げを記録し、万年筆愛好家たちの話題となった。1979年（昭和54年）には、多年に及ぶ文化史研究、雑学収集の成果を集大成した著書『博物蒐集館』全5巻（青土社）を上梓する。

### 晩年
1980年（昭和55年）6月、妻帯者の心得を説いた実用書『嫁さんをもらったら読む本』（日本実業出版社）を上梓。続けて共同執筆による文房具についての解説書『ステイショナリーと万年筆のはなし』（東京アド・バンク 1981年）のための原稿を書き上げた後、体調不良のため8月に慶應大学医学部付属病院に入院。12月21日、肺癌のため死去。61歳没。同月23日には告別式が営まれ、愛用のモンブラン万年筆や原稿用紙とともに、港区元麻布の竜沢寺に葬られた。

## 作風

### 小説家として

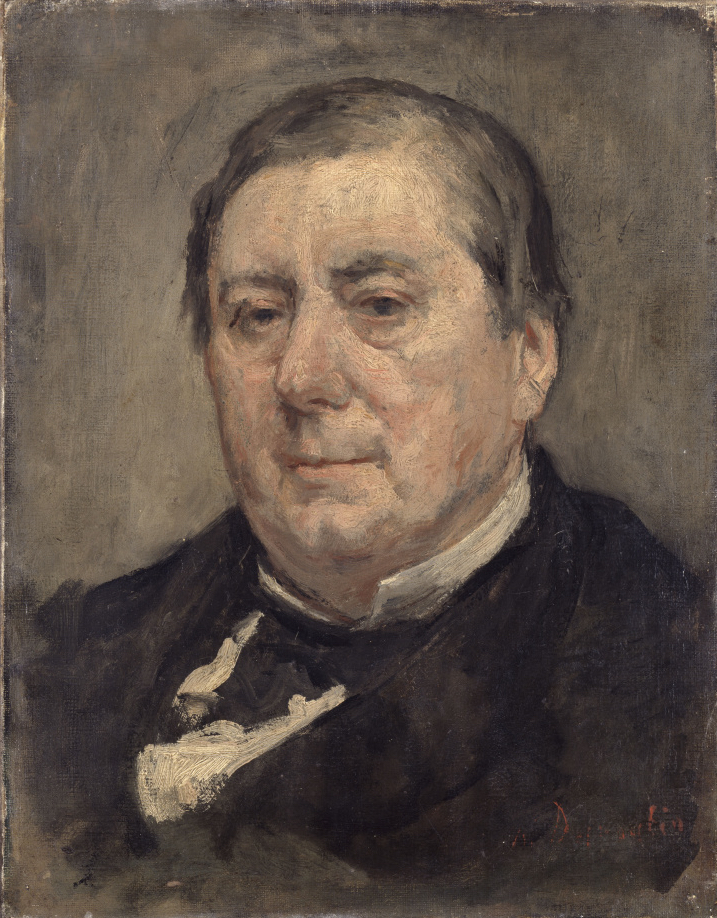
ウジェーヌ・ラビッシュ（マルスラン・デブータンによる肖像画）

梅田の作家としての出発点はラビッシュなどのフランス戯曲にあり、処女作の戯曲『風のない夜』は作者自身によると、フランス戯曲からの影響が色濃い習作にとどまっていたという。小説においては母親への切なる愛情が感じられる『母の肖像』や、二番目の妻をモデルにした『五月の花』などにはフェミニストとしての梅田の一面が見られる。しかし、後年、梅田は著書のなかで、女性に対して差別的な発言を行ない、物議をかもした。なお、梅田が小説を書いていた期間は自作戯曲のノヴェライズを含めて5年程であり、まもなく劇作家へと転身する。

### 劇作家として

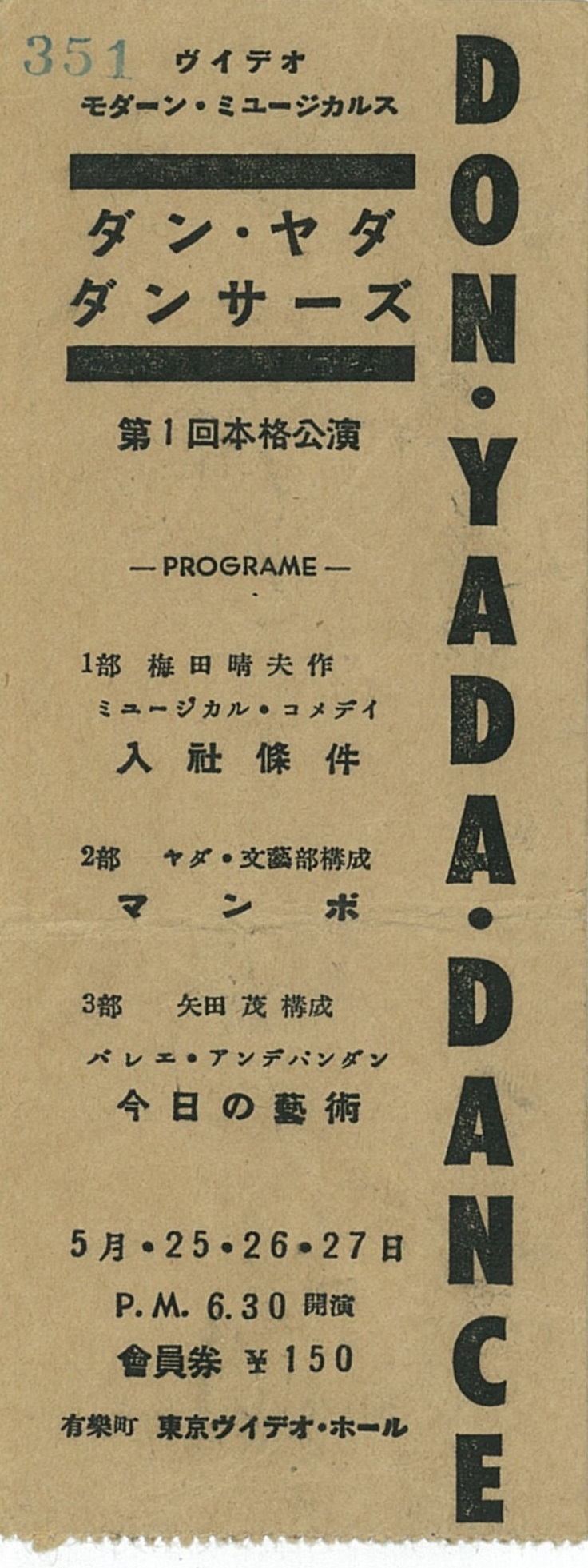
ミュージカル『入社条件』のチケット（1955年5月、東京ヴィデオ・ホール）

舞台劇ではジロドゥやアヌイ、ピランデルロなどの翻訳紹介のほか、創作でもいくつかの作品を残している。なかでも『風のない夜』に続く梅田の第2作目の舞台劇『未知なるもの』は梅田の代表作のひとつに数えられるが、この作品の第1稿は評論家の戸板康二から賞賛され、梅田は大いに気を良くして舞台初日を観劇したものの、脚本の未熟さに恥ずかしい思いをし、以後は役者の演技を見ながら脚本を書き直してゆく手法を取るようになったという逸話が残されている。梅田と演劇との関係は晩年まで続く。

### 随筆家として
1960年代末ごろから趣味関連の随筆家としての活動が主になっていく。その中でも『宝石と宝飾』など、東京書房社から刊行された一連の限定出版書籍のいくつかには梅田が愛用の万年筆で署名している。この時期には50冊におよぶ著書を発表した。
1980年（昭和55年）に還暦を迎えた梅田は『嫁さんをもらったら読む本』を上梓。梅田はあとがきで、それまでの破綻の多かった結婚生活を反省し、ふたりの子供をはじめとする後の世代への遺言であると述懐し、自身の活動に一区切りをつけようとした。続けて、自身の収集家としての活動の集大成として、1884年にウォーターマンが万年筆を発明してから100周年となる1984年（昭和59年）までに『万年筆100年史』を執筆する計画を打ち出すが、果たせずに生涯を閉じた。

### 評価
客観的に梅田の文筆活動を総括すると、1960年代後半から1979年までが最も活発であり、自身の趣味に関する分野の著述・翻訳において最も光彩を放っていたと言える。小説・随筆・戯曲・翻訳など幅広い文筆活動を行なったが、結果的に時流に沿ったテーマの著書が多かったため、趣味人の作家というイメージが強かった。著作もトレンド関連書など、その多くが時の流れとともに風化していく運命にあることは否めない。

## 作品リスト

### 小説
- 『五月の花』京橋書院 1950年
- 『失われた時間』京橋書院 1950年
- 『白い脛』京橋書院 1950年
- 『シジフスの手袋』京橋書院 1950年
- 『母の肖像』全2巻 宝文館 1953年 （同名戯曲の小説版）
- 『みゆき』全2巻 宝文館 1953年 1954年 （同名戯曲の小説版）

### 戯曲

#### 舞台劇
- 『風のない夜』早川書房 1949年
- 『未知なるもの』未來社 1950年
- 『入社条件』 1955年
- 『着るものがないの』
- 『サイコロトバク』

#### ラジオドラマ
- 『夜汽車のマリア』 1950年代
- 『結婚の前夜』宝文館 1950年
- 『台風の日』宝文館 1951年
- 『鏡』 1951年[39]
- 『帰らぬ人』 1951年[40]
- 『クリスマスの贈物』 協立書店 1951年[41]
- 『チャッカリ夫人とウッカリ夫人』（共著）[42] 1951年～1952年
- 『母の肖像』 1953年
- 『みゆき』 1953年～1954年
- 『乞食の歌』 宝文館 1956年

#### テレビドラマ
- 『雪と泥』 1950年代
- 『殿下と結婚する方法』 1950年代
- 『カルメン失恋す』 1950年代
- 『トランペット物語』 1950年代
- 『さつきさん』 1953年 NTV[43]
- 『花やかな風』 1954年9月9日～10月28日 NTV
- 『山の彼方』 1955年11月20日 NTV[44]
- 『小僧の神様』 （原作：志賀直哉） 1957年4月2日 NTV[45]
- 『緑に匂う花』 （原作：源氏鶏太） 1957年7月7日～9月29日 NHK[46]
- 『クリスマスの贈物 幸運の首飾り』 1957年12月22日 KR[47]
- 『未知なるもの』 1958年5月2日 NHK[48]
- 『探偵ダンちゃん』 （原作：島田啓三） 1958年12月27日～1959年6月20日 NTV、YTV[49]
- 『蓮田家の食卓』 1959年1月4日 NTV[50]
- 『人間万事見栄の世の中』 1959年7月2日 NET[51]
- 『しかもバスは走って行く』 1959年10月16日～12月25日 NHK[52]
- 『望楼に花が咲くとき』 1960年1月8日 NHK[53]
- 『女の流行』 1960年8月19日 NHK[54]
- 『フツツカな子供たち』 1960年9月19日 NTV[55]
- 『ぼろと宝石』 1960年12月24日 NTV[56]
- 『決定的瞬間 白い手と赤電話』 1961年1月5日 NTV[57]
- 『ガラスの城』 1961年2月6日 NTV[58]

### 映画

#### 映画原作
- 『恋人』 新東宝 1951年（原作『結婚の前夜』）
- 『チャッカリ夫人とウッカリ夫人』（共作：市川三郎） 新東宝 1952年
- 『続チャッカリ夫人とウッカリ夫人 底抜けアベック三段とび』（共作：市川三郎） 新東宝 1952年
- 『君を愛す』 大映 1956年
- 『誓いてし』 大映 1957年 （カラー作品）

#### 映画脚本
- 『抱擁』（共作：西亀元貞） 東宝 1953年
- 『続思春期』（共作：井手俊郎） 東宝 1953年
- 『芸者小夏』 東宝 1954年
- 『伊豆の踊子』 東宝・室町書房・華書房 1954年
- 『わたしの凡てを』（共作：浅野辰雄・市川崑） 東宝 1954年
- 『魔子恐るべし』 東宝 1954年
- 『土曜日の天使』（共作：山本嘉次郎） 東宝 1954年
- 『芸者小夏 ひとり寝る夜の小夏』（共作：宮内義治） 東宝 1955年
- 『花嫁会議』（共作：椿澄夫） 東宝 1956年
- 『若人の凱歌』 東宝 1956年

### 評論
- 『シナリオの工夫』室町書房 1955年
- 『ワルイ日本人－うまい話はザラにない』オリオン社 1965年
- 『亭主関白のすすめ』秋田書店 1966年
- 『シナリオを書こう！テレビ・映画・ラジオ』華書房 1966年
- 『亭主天国』（共著：楠本憲吉・新橋遊吉・土岐雄三） 立風書房 1967年
- 『ルッサンとポペスコ夫人＜ラ・マンマ＞』 1970年 （単行本未収録）[59]
- 『作者クロード・マニエのこと』 1971年 （単行本未収録）[60]
- 『恋の冷凍保存とその作者』 1972年 （単行本未収録）[61]
- 『座長 賀原夏子』 1973年 （単行本未収録）[62]
- 『新フランス読本 パリ熱愛記』ジャパン・パブリッシャーズ 1978年

### 文化史
- 『宝石』実業之日本社 1971年
- 『宝石と宝飾』東京書房社 1973年
- 『蓄音機の歴史』パルコ出版 1976年
- 『THE TOBACCO たばこ博物誌』エルム 1976年
- 『パイプのフォークロア』柴田書店 1976年
- 『ライターの歴史』アンティック社 1977年（単行本未収録）[63]
- 『ウイスキーのフォークロア』柴田書店 1977年
- 『博物蒐集館－時計』青土社 1979年

### 随筆
アンティーク
- 『時計・蒐集の魅力と神秘』三一書房 1972年
- 『古物美学』東京書房社 1972年
- 『古物蒐集入門』三一書房 1973年
- 『ガラクタで儲ける法』アロー出版 1973年
- 『コレクションの愉しみ』創作豆本工房（びじゅぶっく ほしの）1983年[64]

パイプ
- 『THEパイプ』読売新聞社 1973年
- 『パイプ美術館』東京書房社 1973年
- 『パイプ 七つの楽しみ』平凡社 1976年
- 『パイプ－Pipes of the World』 （共著） 立風書房 1978年
- 『博物蒐集館－パイプ』青土社 1979年

万年筆
- 『THE万年筆』 読売新聞社 1974年
- 『万年筆』 平凡社 1978年
- 『博物蒐集館－万年筆』 青土社 1979年
- 『ステイショナリーと万年筆のはなし』（共著） 東京アド・バンク 1981年

洋酒
- 『THEウイスキー』 読売新聞社 1975年
- 『博物蒐集館－ウイスキー』 青土社 1979年
- 『洋酒のはなし』（共著：藤本義一） 東京アド・バンク 1979年

風俗
- 『おんなの有料道路 ホステス心得十ヶ条』 オリオン社 1965年
- 『全調査 東海道・酒・女・女の店』 有紀書房 1967年

トレンド・実用
- 『紳士のライセンス 国際人のための★★★事典』 読売新聞社 1969年
- 『粋な男への招待状』 実業之日本社 1971年
- 『お洒落紳士学 むずかしくいえば自律的美意識について』 スタイル社 1971年 （単行本未収録）[65]
- 『男を磨く169の作戦』（共著：真野博・鴛海正平） ロングセラーズ 1973年
- 『淑女のライセンス』 読売新聞社 1974年
- 『男の一流品 199の知識』 ロングセラーズ 1974年
- 『新男性学 オトコが男になって男の中の男になる方法』 朝日ソノラマ 1974年
- 『男の冠婚葬祭 199の常識』 ロングセラーズ 1975年
- 『どぶねずみになるな』 エコン出版局 1976年
- 『紳士の美学－粋でNOWな人のために』 青也書店 1977年
- 『男のエレガンス 96の作戦』 ロングセラーズ 1978年
- 『嫁さんをもらったら読む本』 日本実業出版社 1980年

雑学
- 『幸運に恵まれる本－あなたのLUCKY CALENDAR』（共著：マリー・オリギン） ベストセラーズ 1975年[66]
- 『おかしな世界一 珍記録に挑戦する』 ベストセラーズ 1975年[67]
- 『これが元祖だ やっぱり最初が面白い』 ベストセラーズ 1976年
- 『90秒エスプリ ムダ話の一級品』 ロングセラーズ 1976年
- 『物の名前 調べたり楽しんだり』 ロングセラーズ 1976年
- 『西洋エスプリ大法典 心の贅沢・知識の泉』 青也書店 1977年

パズル・ゲーム
- 『禁じられた遊びの本』 有紀書房 1968年
- 『ひまつぶしの本 無我夢中に楽しむ法』 ベストセラーズ 1974年
- 『文芸クロスワード』 新評社 1974年[68]

### 翻訳

#### 小説
- 『クレェヴ公爵夫人』 ラ・ファイエット著 思索社 1950年
- 『赤軍 ニューヨークを占領す』 モーリス・デコブラ著 室町書房 1955年

#### 戯曲
- ウジェーヌ・ラビッシュ
  - 『人妻と麦藁帽子』 世界文学社 1949年
  - 『ペリション氏の旅行記』 世界文学社 1949年
  - 『文法』 世界文学社 1949年
  - 『ルルシーヌ街殺人事件』
- ギィ・フォワシィ
  - 『相寄る魂』 レクラム社 1979年
  - 『殺し屋と関節炎』
  - 『親父の説教』
- アンドレ・ルッサン
  - 『劇場の異邦人』
  - 『奥様にご用心』
  - 『他人の学校』
  - 『巴里の魔女同盟』
  - 『坊やに下剤を』
  - 『バダン君』
- クロード・マニエ
  - 『オスカー』
  - 『四角関係』[69]
  - 『ミニミニミニィ』
  - 『ら・睡眠薬』
- フランソワーズ・ドラン
  - 『人生の請求書』 劇書房 1979年
  - 『つきとつけ』
  - 『男なんて？』
- D・カマンカ 『三億ぽっちでどうなるもんかよ』
- アルフレッド・ド・ミュッセ 『世紀児の告白』 世界文学社 1949年
- ジャン・アヌイ 『メデェ』 白水社 1957年
- ジャン・ジロドゥ 『間奏曲』（共訳：西村熊雄） 白水社 1957年
- ルイジ・ピランデルロ 『各人各説』 白水社 1958年
- ジャン・ベルナール＝リュック 『恋の冷凍保存』 劇書房 1979年

#### 評論
- 『フランス俳優論』 ルイ・ジューヴェ／ガストン・バティ／ジャン＝ルイ・バロー共著 白水社 1955年
- 『現代フランス演劇』 ルネ・ラルー著 （共訳：内村直也） 白水社 1955年
- 『放送芸術』 ロジェ・プラダリエ著 （共訳：内村直也） 白水社 1957年
- 『奇跡の人々－13人のサムライ』 ラルフ・フィーンズ著 近代書館 1969年

#### 文化史
- 『パイプの本』 アルフレッド・ダンヒル著 読売新聞社 1971年
- 『メガネ博物誌』 リチャード・コーソン著 東京書房社／八坂書房 1972年／1999年
- 『図説・クラシックカメラ』 ハーヴィー・グロス著 東京書房社 1973年
- 『紅茶・珈琲誌』 エドワード・ブラマー著 東京書房社 1974年／1978年
- 『時計文化史』 エリック・ブラットン著 東京書房社 1974年
- 『世界の魔術』 ミルボーン・クリストファー著 東京書房社 1975年
- 『博物蒐集館－魔術』 ミルボーン・クリストファー著 青土社 1979年

### その他
- 『写真集 慶應義塾』三木淳著 美術出版社 1979年 ※写真のキャプションを担当[70]。

## 家族
- 父 - 梅田潔（1873-1953）。ロシア貿易会社梅田商会社長。青森県三戸郡三戸字梅内村の農家に生まれ、17歳で上京。1894-95年の日清戦争に従軍したのち、ロシア公使の林董に随行しサンクトペテルブルクに越き、滞在中にロシア語を身につける[71]。福澤桃介の丸三商会の出張所主任を務め[72]、1908年にはウラジオストックで三菱合資会社の代理店を委託される。欧米各国を視察した後、旅順大連居留地旅順大連居留地団長となり、引き上げる[71]。帰国後、ロシア貿易の梅田商会の経営のほか、東奥製糸株式会社の社長、日米生糸、東神ゴム工業、教質艀合同など数々の会社の取締役などを務め、慶応系の社交クラブ交詢社の会員であった[71][73][74]。1920年から4年間、青森県第七区(三戸)選出の衆議院議員(政友会所属)を務める[75]。日本郵船、満鉄の大株主でもあった[76][77]。また競馬法の制定にも尽力した[78]。なお、姓の由来は、梅田潔の父が明治維新の戸籍制本施行の際、地名である「梅内」を姓にするはずであったが、官吏が「梅田」と誤って登録したものであるという[79]。
- 母 - 梅田きよ（玲子）(1886-1964)。文学者。東京府下士族山田敬三と小具貞子（てい）の三女として生まれる。女子学院卒業[71]。夫・潔との間に四男二女をもうける[71]（長女龍子は三段崎俊吾（海軍省主計・三段崎景之の子[80]に嫁ぐ）。俳人としては玲如と号し、原石鼎が主宰する『鹿火屋』などに作品を発表し、岸田劉生、小林徳太郎、柳原白蓮など当時の文化人たちと交流があった[81]。松井須磨子と島村抱月の芸術座を後援し、岡田嘉子を童話劇協会（四谷の梅田邸内に稽古場があった）に推薦[82]。晴夫は慶応大在学中に岡田らと童話劇に出演し病みつきとなり劇作家になったという[82]。演劇人との交流は多く、小山内薫らとともに一時期、新宗教の至誠殿（教祖山田つる）の信者でもあった[83]。また、平塚らいてう、市川房枝など女性運動家を支援した。
- 妻 - 6度結婚し、うち3回は未入籍[84]。6番目の妻は政江（万里陽子）。
- 子 - 妻・政江との間に梅田望夫、梅田みか。晴夫は子供を作らない主義だったが政江が妊娠時に「結婚できなくても絶対に産む」と言い、長男誕生とともに入籍したという[84]。

## 関連人物
- 赤羽勲－梅田ビルの地階にあったアンティーク雑貨店「古典屋」店主。
- 池田圭－オーディオ評論家。隔月刊『アンティック情報』の編集同人。
- 内村直也－梅田が師事した劇作家。『雪の降るまちを』の作詞者。
- 梅田望夫－梅田の長男。経営コンサルタント。
- 梅田みか－梅田の長女。脚本家。
- 開高健－小説家。万年筆「プラチナ＃3776」の開発に際し梅田に助言。
- 賀原夏子－女優、演出家。梅田の舞台劇の演出を数多く手がけた。
- 川口浩－俳優。慶應幼稚舎での後輩で、1943年（昭和18年）以降親交を結ぶ。
- 川端康成－小説家。梅田が師と仰いでいた。
- 佐々木博－梅田と縁が深かった東京銀座の喫煙具店「佐々木」店主。
- 西尾忠久－作家。梅田に私淑しており、トレンド関連書も多数執筆。
- 林達夫－評論家。梅田が師と仰いでいた。
- 古川ロッパ－喜劇役者。梅田は彼の万年筆コレクションを譲り受ける。
- 前田右府郎－翻訳家。梅田のアンティーク収集仲間。
- 山川方夫－小説家。公私にわたって梅田の援助を受ける。
- 山口瞳－小説家。梅田の没後、遺品の机を譲り受けた。